# Rilly-sur-Aisne
Rilly-sur-Aisne ist eine französische Gemeinde mit 124 Einwohnern (Stand 1. Januar 2022) im Département Ardennes in der Region Grand Est.

## Geografie
Der Ort liegt am Ufer des Flusses Aisne sowie am parallel zum Fluss verlaufenden Canal des Ardennes. Knapp flussaufwärts des Ortes zweigt ein zwölf Kilometer langer Stichkanal ab, der bis zur Stadt Vouziers führt. Die andere Strecke führt über eine Schleusentreppe zur Wasserscheide von Le Chesne und hinunter ins Tal der Maas.

## Bevölkerungsentwicklung
| Jahr                       | 1962 | 1968 | 1975 | 1982 | 1990 | 1999 | 2006 | 2018 |
| Einwohner                  | 137  | 121  | 102  | 111  | 111  | 105  | 110  | 137  |
| Quellen: Cassini und INSEE |      |      |      |      |      |      |      |      |

## Sehenswürdigkeiten

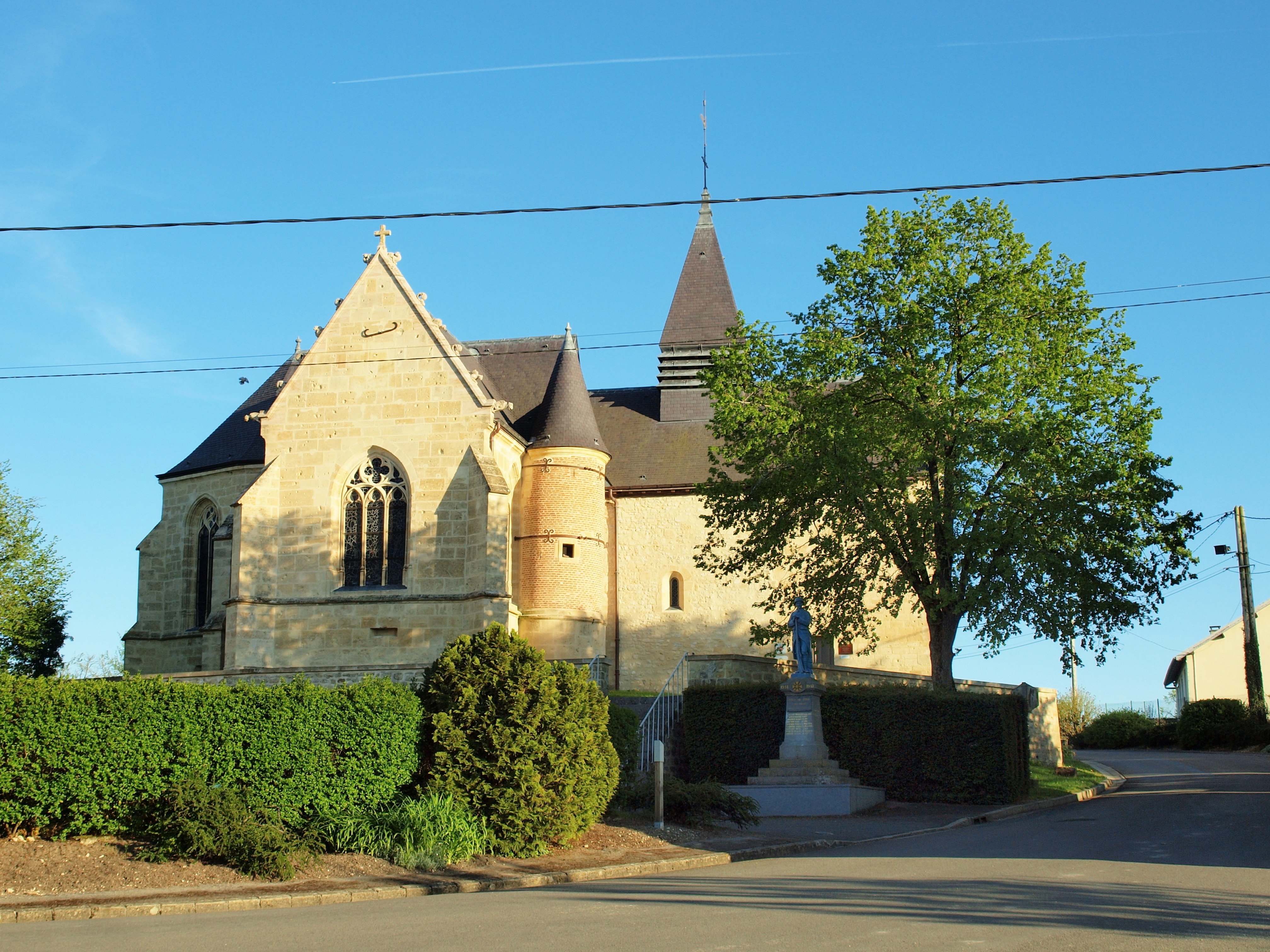
Kirche Saint-Waast

- Kirche Saint-Waasst